# Valerio de la Cruz
Juan Bautista Valerio de la Cruz, nacido Xicalchalchilmitl (Texcoco, 1517 - Ciudad de México, 1572), fue un indígena, descendiente de los tlatoque de Tetzcuco, que sirvió a la monarquía hispánica en el incipiente virreinato de Nueva España como conquistador de parte de la Gran Chichimeca.

## Semblanza biográfica
Xicalchalchilmitl fue descendiente del tlatoani poeta Nezahualcóyotl. Terminada la conquista de México, e iniciada la ocupación de los españoles, fue bautizado con el nombre de Juan Bautista Valerio de la Cruz. Su padrino fue el procurador Bernardino de Santa Clara. En 1527 se unió a las milicias reales y fue ascendido a alférez de la Guarda Real de Lanza y Daga en 1529. Dos años más tarde, regresó a su ciudad natal para dedicarse al cultivo de sus tierras. 
En 1534, ocupó Xilotepec con la ayuda de ochenta arcabuceros y cuatrocientos indígenas flecheros. Estando en esta localidad recibió órdenes del virrey Antonio de Mendoza de reunir otomíes y guerreros de la región y así avanzar en la conquista y ocupación de las actuales ciudades de Tula, Tepetlán, San Juan del Río, San Miguel de Allende, y Villa de San Felipe, lugares habitados por los chichimecas. El virrey Mendoza, antes de partir hacia el virreinato del Perú, lo nombró cacique de las tierras que conquistase. Valerio de la Cruz ayudó a la construcción del puente y del convento de San José en Tula.   
En mayo de 1559, el virrey Luis de Velasco lo nombró capitán general de los chichimecas. El 30 de octubre de 1559, Felipe II aprobó el nombramiento, adicionalmente lo premió con la cruz y el hábito de la orden de Santiago y le concedió el uso de escudo de armas de los reyes de Texcoco. El escudo tenía un nopal en donde descansaba un águila coronada y una casa fuerte con una víbora, y se le añadió la cruz de Santiago y la leyenda Sodatas regia magna operata tua ("hiciste grandes cosas en el ejército real"). Murió en la Ciudad de México en 1572, siendo sepultado en el convento de Santiago Tlatelolco.